# Космічне харчування

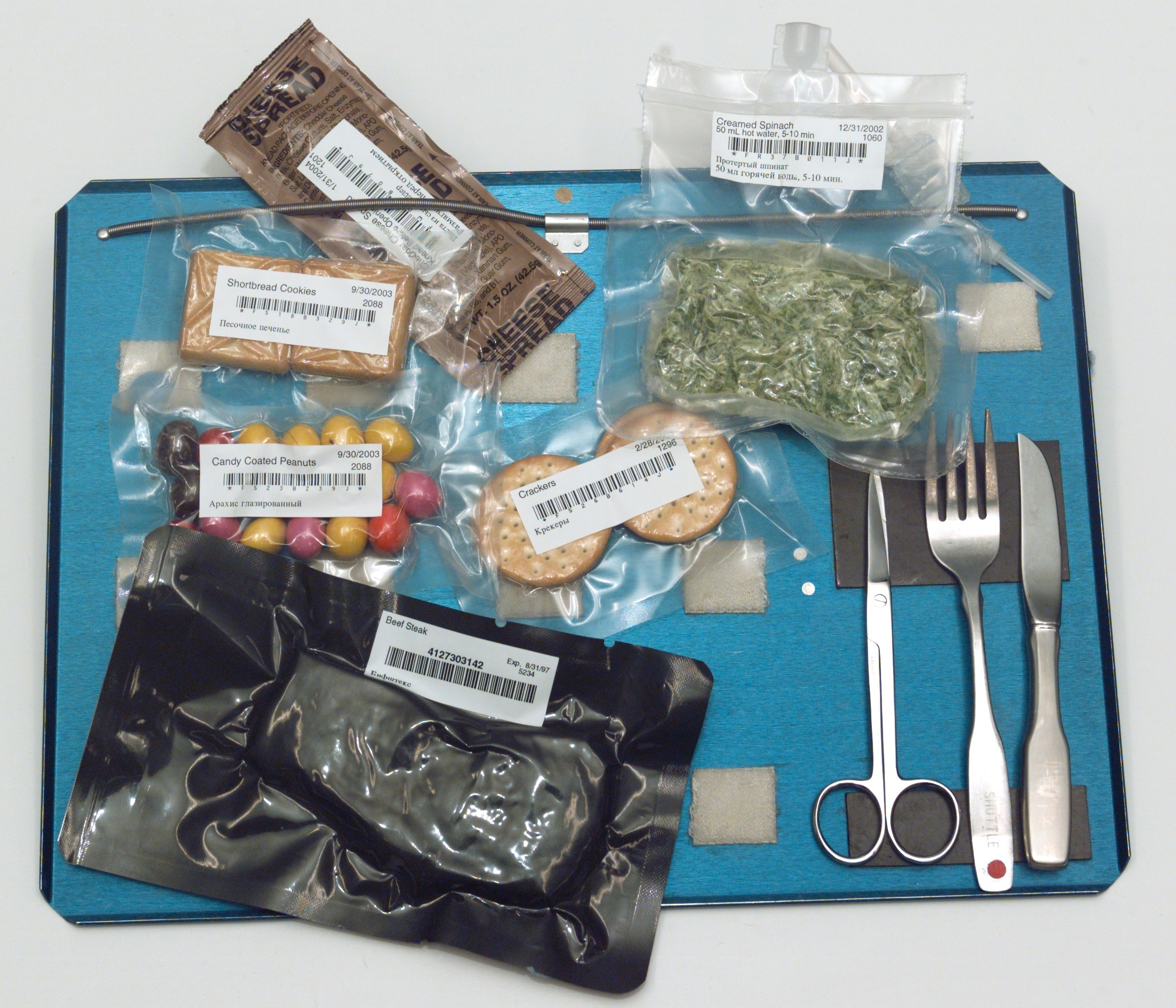
Набір продуктів харчування астронавтів.

Космічне харчування — це продукти харчування, спеціально створені та оброблені для споживання космонавтами при космічних польотах. Воно має специфічні вимоги забезпечення збалансованого харчування для людей, що працюють в космосі, в той же час його легко і безпечно зберігати, готувати і вживати при умовах низької гравітації пілотованих космічних кораблів.

## Приготування
Розробка харчування для космічних польотів — це часто складний процес. Харчові продукти повинні відповідати ряду критеріїв, щоб вважатися придатним для космонавтів.
- По-перше, їжа має бути фізіологічно корисною. Зокрема, вона має бути поживною, легкозасвоюваною і смачною.

- По-друге, продукти харчування повинні бути розраховані для вживання в умовах невагомості. Продукти повинні бути добре упаковані, легкими у використанні і вимагати мінімальної очищення. Продукти не повинні залишати крихти (це небезпечно в умовах невагомості).

- Нарешті, продукти повинні мати мінімальну вагу, вони повинні добре зберігатися, легко відкриватися і залишати не багато сміття після використання.